# سيريل بريغز
سيريل بريغز (بالإنجليزية: Cyril Briggs)‏ (24 نوفمبر 1918 في المملكة المتحدة - 26 نوفمبر 1998 في أستراليا) هو لاعب كرة قدم بريطاني (وحمل سابقاً جنسية المملكة المتحدة لبريطانيا العظمى وأيرلندا) في مركز قلب الدفاع. لعب مع مانشستر يونايتد ونادي ساوثبورت ونادي هايد إف سي وDarwen F.C. (1870) ‏ وأكرينجتون ستانلي ‏.